# Сталь (футбольный клуб, Днепропетровск, 1936)
«Сталь» — советский футбольный клуб из Днепропетровска. В группе «Г» занял 4-е место весной 1936 года и 2-е место осенью 1936 года. В кубке СССР в 1936 году проиграл в 1/32 финала.

## «Сталь» и «Днепр»
В 1936 году в Днепропетровске кроме команды «Сталь» трубопрокатного завода имени Ленина был и другой клуб «Сталь» завода имени Петровского — будущий «Днепр», которому часто приписывают и сезоны их одноклубников. Однако на сайте «Днепра» чётко сказано:
...а в группе «Г» приняла участие «Сталь». На этом названии хотелось бы остановиться подробнее, дабы в дальнейшем не возникало путаницы. «Сталь», участвовавшая в премьерных чемпионатах СССР 1936 года (весеннем и осеннем), представляла трубопрокатный завод имени Ленина. А предшественник «Днепра» взял старт в союзных чемпионатах в 1937 году.
В Кубке СССР в 1937 году помимо команды «Сталь» завода имени Петровского принимала участие также команда «Сталь» завода имени К. Либкнехта — проиграла в 1/64 финала.